# Бранислав Прелевић (књижевник)
Бранислав Прелевић (Зеленик, Кучево, 1941 – Београд, 17. фебруар 2018) био је истакнути српски песник, прозни писац, афористичар и преводилац. Такође је и сликар.
Основну и Средњу библиотекарску школу завршио је у Београду, 1962. Дипломирао 1968. на Одсеку за југословенску и општу књижевност Филолошког факултета у Београду. Био је професор у Десетој, Петој и Четрнаестој београдској гимназији и Првој економској школи у Београду, а потом слободан уметник (1978-1989). Писао је прозу, поезију, есејистику и бавио се превођењем са шпанског и португалског језика. Једно време боравио је у Мексику (1976-1977) изучавајући хиспано-америчку књижевност, а потом у Мадриду (1980) где је изучавао шпанску књижевност. Поезија Бранислава Прелевића превођена је на више страних језика. Приредио је бројне књиге са шпанског језика од којих је многе и сам превео, а и објављивао је своје ауторске књиге писане на шпанском језику. 

## Дела

### Поезија
- Ниоткуд сна, 1971,
- Играч у ваздуху, 1973,
- Брава на светлости, 1983,
- Антиатлантида, 1985,
- Распад обличја, 1986,
- Шесто чуло, 1986,
- Аријаднине нити, 1987,
- Чуваркућа, 1991,
- El Canto Laberintico (на шпанском), 1991,
- Ватроустом, 1998,
- Transparencia imborrable, 2000,
- Посвете, 2006
- Ткање истог, 2003,
- Дозивања изазова : песме : (1966-1968) , 2014,
- Удварајући се модрини: песме из бележнице 1966-1968, 2015,

### Поезија за децу
- На језеру Титикака,
- Palabras de honor : poesía para niños / Časne reči : poezija za decu, двојезично издање шпански-српски, 2009,

### Проза
- Самуров камен, роман, 2001,
- Аутопортерт (са мувом) Сотира Додијашевића, монодрама, 1983,
- La decisiva belleza del desafío : cuentos cortos y absurdos, кратка проза, 2010,
- Драмска дела (Аутопортерт (са мувом) Сотира Додијашевића, Успони и падови господина Саплитковића, Зев над зевовима, Исповест Жељке из Јаловика, Секс у тоалету, Мајмунска посла и Шекспировске кобасице), 2017,

### Афоризми
- Amorovi aforizmi, 2012,
- Свјетлоријечје : путевима Антонија Поркије, афоризми 2013,
- Mano a mano, pena a pena: aforismos contra torrente de palabras descaminadas, афоризми (на шпанском), 2014,
- Рука руци, мука муци: афоризми против бујице беспутних речи, афоризми, 2014,
- Homo ludens би да се лудира, сентенце, афоризми 2015,

### Преводи
- Ида Витале
- Мигел де Унамуно,
- Хулио Ерера и Рајсих,
- Инка Гарсиласо де ла Вега,
- Свети Хуан од Крста
- Луис де Гонгора,
- Габријела Мистрал,
- Октавио Паз,
- Сор Хуана Инес де ла Крус,
- Тирсо де Молина,
- Жозе Сарамаго,
- Висента Уидобро и др.

### Студија
- 100 година Никанора Паре, студија, 2014,

## Награде
- Бранкова награда Матице српске за најбољи студентски есеј о Милану Дединцу, 1966,
- Награда Милош Н. Ђурић за најбољи превод поезије Октавија Паза, 1986,
- Одрекао се шпанске награде "Лоркина звезда" у корист песника са Косова Милоја Дончића 1999. године.